# Kiustendil
Kiustendil (en búlgaro: Кюстендил, históricamente Velbazhd) es una ciudad en el extremo oeste de Bulgaria, capital de la provincia de Kyustendil. En 2011 contaba con una población de 44 532 habitantes. Está situada en la parte sur del valle homónimo.

## Toponimia
En español aparece puede encontrarse referida como Kyustendil, en búlgaro el topónimo es Кюстендил. Históricamente fue Велбъжд (Velbazhd).
Fue nombrada en memoria del señor medieval de la región circundante, Constantino Dragas. El nombre antiguo de la ciudad, Pautalia ("ciudad de muelles"), es de Tracia.

## Geografía

### Ubicación
Kiustendil se encuentra al pie de la montaña Osogovo, en ambas márgenes del río Banska y es un centro bien conocido de termalismo y de fruticultura. La ciudad está a 90 km al suroeste de Sofía, 69 km al noroeste de Blagoevgrad y 22 km de la frontera con Macedonia del Norte y Serbia. La fortaleza fue construida por los romanos. Termas, basílicas, los mosaicos del piso ha sido cubierto.
Es un complejo de balnearios nacionales, localizados a una altitud de unos 500 metros. Hay más de 40 manantiales de aguas minerales en la ciudad. Las aguas tienen un alto contenido de compuestos de sulfito. Estos se utilizan para el tratamiento del sistema locomotor, ginecológico y otros tipos de enfermedades. La región centro incluye varios baños, complejos de balnearios y otros.

### Clima
Tiene un clima continental con influencia mediterránea (sobre todo a lo largo del río Struma). La temperatura media anual es de 12,3 °C. La temperatura máxima promedio en julio es 22 °C y la más baja en enero 0 °C. Los veranos son cálidos y largos, los inviernos son cortos y no muy fríos (sólo 30 días y la temperatura del aire de 0 °C), la primavera llega temprano y se mantiene estable después de los primeros días de marzo y el otoño es largo, cálido y soleado, mientras se mantiene estable hasta el final de noviembre. Las precipitaciones son moderadas - promedio 624 mm, y hay nieve alrededor de 33 días en invierno. Debido a nublado moderadamente severa y brumosas bajo (media de 22 días por año) la duración de la luz del sol es bastante - alrededor de 2400 horas al año. La segunda mitad del verano y principios de otoño en la ciudad son las más soleadas del año mientras la capa de nubes está sobre todo en los meses de invierno. La humedad es moderada. Esta varía entre el 65 % y el 70 %, y es relativamente baja en los meses de verano (sobre todo en agosto). El valle de Kyustendil se caracteriza como poco ventoso, la primavera es la época más ventosa y el otoño el más tranquilo. Durante los meses de invierno y primavera en la ciudad aparece caliente y racheado viento "foehn", provocando el calentamiento repentino de tiempo. El régimen térmico se caracteriza por algunos rasgos especiales. Inversiones de la temperatura se producen en invierno, y en el verano como consecuencia de un sobrecalentamiento de las temperaturas del aire máximas diarias se elevan a 35-37 °C. Las noches de verano son suaves, con temperaturas en el intervalo de 14-18 °C. La temperatura más baja en la ciudad ha sido medida en enero y -27 °C, y la más alta - en agosto 42,4 °C.
| Parámetros climáticos promedio de Kyustendil, Bulgaria (1999-2012) | Parámetros climáticos promedio de Kyustendil, Bulgaria (1999-2012) | Parámetros climáticos promedio de Kyustendil, Bulgaria (1999-2012) | Parámetros climáticos promedio de Kyustendil, Bulgaria (1999-2012) | Parámetros climáticos promedio de Kyustendil, Bulgaria (1999-2012) | Parámetros climáticos promedio de Kyustendil, Bulgaria (1999-2012) | Parámetros climáticos promedio de Kyustendil, Bulgaria (1999-2012) | Parámetros climáticos promedio de Kyustendil, Bulgaria (1999-2012) | Parámetros climáticos promedio de Kyustendil, Bulgaria (1999-2012) | Parámetros climáticos promedio de Kyustendil, Bulgaria (1999-2012) | Parámetros climáticos promedio de Kyustendil, Bulgaria (1999-2012) | Parámetros climáticos promedio de Kyustendil, Bulgaria (1999-2012) | Parámetros climáticos promedio de Kyustendil, Bulgaria (1999-2012) | Parámetros climáticos promedio de Kyustendil, Bulgaria (1999-2012) |
| Mes                                                                | Ene.                                                               | Feb.                                                               | Mar.                                                               | Abr.                                                               | May.                                                               | Jun.                                                               | Jul.                                                               | Ago.                                                               | Sep.                                                               | Oct.                                                               | Nov.                                                               | Dic.                                                               | Anual                                                              |
| ------------------------------------------------------------------ | ------------------------------------------------------------------ | ------------------------------------------------------------------ | ------------------------------------------------------------------ | ------------------------------------------------------------------ | ------------------------------------------------------------------ | ------------------------------------------------------------------ | ------------------------------------------------------------------ | ------------------------------------------------------------------ | ------------------------------------------------------------------ | ------------------------------------------------------------------ | ------------------------------------------------------------------ | ------------------------------------------------------------------ | ------------------------------------------------------------------ |
| Temp. máx. media (°C)                                              | 6                                                                  | 9                                                                  | 14                                                                 | 19                                                                 | 24                                                                 | 28                                                                 | 31                                                                 | 31                                                                 | 26                                                                 | 20                                                                 | 13                                                                 | 7                                                                  | 19.0                                                               |
| Temp. media (°C)                                                   | 1                                                                  | 2                                                                  | 8                                                                  | 13                                                                 | 17                                                                 | 21                                                                 | 23                                                                 | 23                                                                 | 19                                                                 | 13                                                                 | 8                                                                  | 2                                                                  | 12.5                                                               |
| Temp. mín. media (°C)                                              | -4                                                                 | -3                                                                 | 2                                                                  | 6                                                                  | 10                                                                 | 13                                                                 | 15                                                                 | 15                                                                 | 12                                                                 | 7                                                                  | 3                                                                  | -2                                                                 | 6.1                                                                |
| Precipitación total (mm)                                           | 48                                                                 | 45                                                                 | 42                                                                 | 52                                                                 | 68                                                                 | 65                                                                 | 54                                                                 | 36                                                                 | 38                                                                 | 59                                                                 | 62                                                                 | 55                                                                 | 624                                                                |
| Días de precipitaciones (≥ 1 mm)                                   | 9                                                                  | 8                                                                  | 8                                                                  | 8                                                                  | 9                                                                  | 7                                                                  | 4                                                                  | 5                                                                  | 6                                                                  | 7                                                                  | 7                                                                  | 12                                                                 | 90                                                                 |
| Horas de sol                                                       | 85                                                                 | 101                                                                | 166                                                                | 189                                                                | 234                                                                | 274                                                                | 325                                                                | 312                                                                | 213                                                                | 162                                                                | 105                                                                | 87                                                                 | 2253                                                               |
| [cita requerida]                                                   |                                                                    |                                                                    |                                                                    |                                                                    |                                                                    |                                                                    |                                                                    |                                                                    |                                                                    |                                                                    |                                                                    |                                                                    |                                                                    |

## Historia
Un población de tracios fue fundada en el lugar de la ciudad moderna en los siglos V-IV a. C. y los romanos la  convirtieron en un bastión importante, un complejo de balneoterapia y de la unión comercial llamado Pautalia Ulpia en el siglo I d. C..
En el siglo IV fue construida la fortaleza Hisarlaka y la ciudad se menciona bajo el nombre eslavo de Velbazhd (Велбъжд, que significa 'camello') en una carta de 1019 por el emperador bizantino Basilio II. Se convirtió en un importante centro religioso y administrativo.

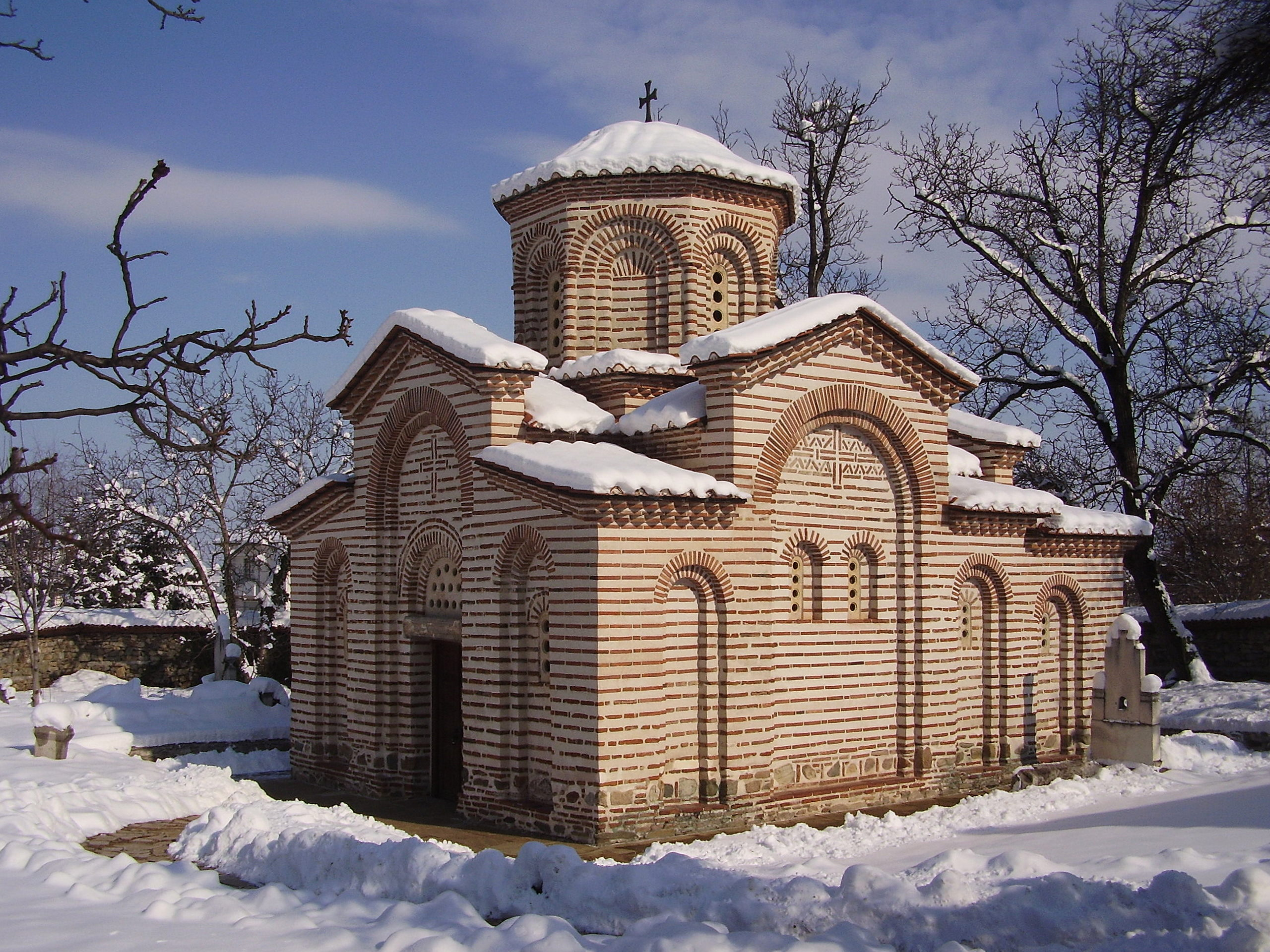
Iglesia de San Jorge

Durante el reinado de Kaloyan de Bulgaria, la ciudad pasó a formar parte del Segundo Imperio Búlgaro, adquiriendo su nombre actual en el siglo XVI, el nombre de señor feudal local Dragash Constantino (gobernó desde 1379 hasta 1395). En 1330, en las cercanías de la ciudad, tuvo lugar la batalla de Velbazhd. Después de que la guerra, la ciudad quedó bajo el gobierno serbio, que se extendió entre 1330-1355. Acerca de 1355 Velbazhd y su región se incluyeron en el principado Velbazhd del semiindependiente déspota feudal de Deyan. En 1372 los turcos conquistaron la ciudad. Fue conocida como Kostendil bajo el dominio otomano. El nombre Kostendil se deriva del nombre de Constantino Dragas. La ciudad fue un centro de Sanjak inicialmente en la provincia de Rumelia, después de que en el vilayetos Bitola y Nis. Fue un centro de kaza en el Sanjak Sofía de Danubio. Provincia hasta la creación del Principado de Bulgaria en 1878.
Los residentes de Kyustendil tomaron parte activa en el Renacimiento Nacional de Bulgaria cuando floreció la artesanía y el comercio. La ciudad fue liberada del Imperio otomano, el 29 de enero de 1878.

## Demografía
| Gráfica de evolución demográfica de Kiustendil entre 1880 y |
|                                                             |

| 9 590 | 11 383 | 12 042 | 14 887 | 16 241 | 19 238 | 25 025 | 43 001 | 54 657 | 57 106 | 50 562 | 44 532 |

## Deporte
En Kiustendil hay dos estadios: Osogovo (Осогово) y Strandzha (Странджа). El equipo local PFC Velbazhd Kyustendil juega sus partidos oficiales en el estadio Osogovo.